# Sculptaria
Sculptaria is een geslacht van weekdieren uit de klasse van de Gastropoda (slakken).

## Soort
- Sculptaria fumarium Bruggen & Rolán, 2003